# Night Ranger
Night Ranger est un groupe américain de hard rock, originaire de San Francisco, en Californie. Il est formé à la fin des années 1970.

## Historique

### Années 1970–1980
Les membres fondateurs de Night Ranger sont Jack Blades (basse, voix), Kelly Keagy (batterie, voix), Jeff Watson (guitare), Brad Gillis (guitare) et Alan Fitzgerald (clavier). Lors de la sortie de son premier album (Dawn Patrol, 1982), le groupe obtient du succès avec la chanson Don't Tell Me You Love Me. C'est cependant le deuxième album (Midnight Madness), lancé l'année suivante, qui le fait vraiment connaître grâce à la ballade Sister Christian. Le troisième album (Seven Wishes, 1985) connaît aussi du succès, notamment grâce aux pièces Sentimental Street, Four in the Morning et Goodbye. 
Tout au long des années 1980, le groupe effectue de longues tournées à travers le monde. Quelques autres albums suivront : Big Life (1987), Man in Motion (1989), Live in Japan (1990), Greatest Hits (1990), et Feeding off the Mojo (1995).

### Années 1990–2000

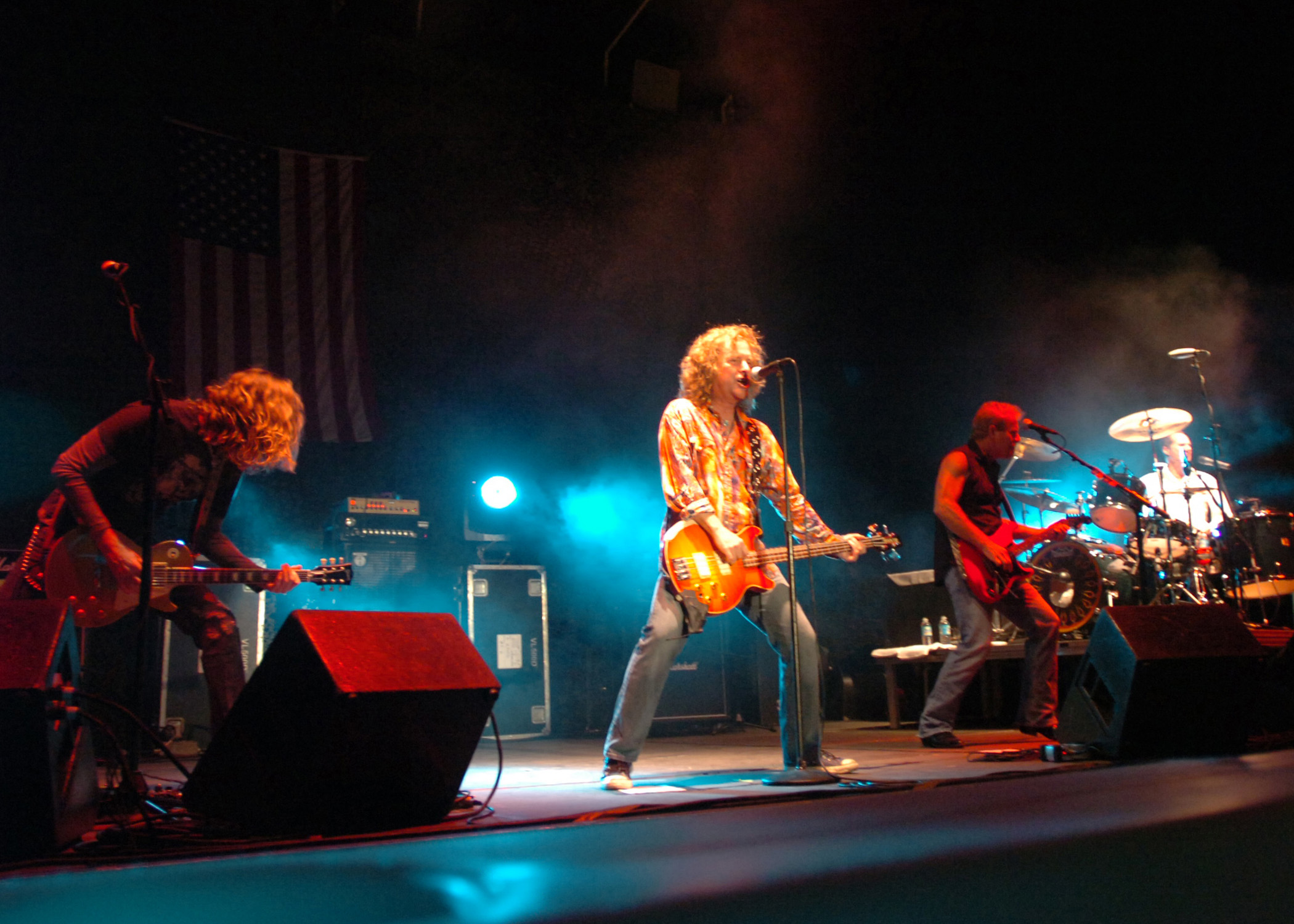
Night Ranger en 2008.

En 1996, après une pause et certains autres projets musicaux (albums en solo, Damn Yankees, Shaw/Blades), les membres de Night Ranger se réunissent au Japon pour une série de concerts. Ils retournent alors en studio et lancent successivement deux nouveaux albums (Neverland, 1997, et Seven, 1998). 
En 2005 paraît une compilation remixée des plus grands succès du groupe (Hits, Acoustic and Rarities). Night Ranger offre un nouvel album studio intitulé Hole in the Sun en août 2007, suivi quelques mois plus tard d'un disque double enregistré en concert au Japon, intitulé Rockin' Shibuya. 
En janvier 2008, lors d'une interview en podcast avec Stuck in the 80s, Blades explique que leur dernier album, Hole in the Sun, sera publié en 2008 et soutenu par une tournée supplémentaire. Il explique aussi qu'il volera jusqu'à Guantanamo Bay, à Cuba, pour jouer un concert pour la Navy et les Marines basés sur l'île. En date, Night Ranger compte 16 millions d'exemplaires vendus.

### Années 2010
Le 8 mars 2011, Night Ranger annonce un nouveau membre, Eric Levy (Garaj Mahal), et le départ de Christian Matthew Cullen. En juin 2011 paraît Somewhere in California, le dixième album studio du groupe, dont la première chanson, Growin' up in California, relate les origines de la formation. En octobre 2012 paraît un DVD intitulé Live and Acoustic - 24 Strings and a Drummer - il s'agit d'un concert intime auquel assistent amis et parents des membres du groupe.  Le DVD célèbre notamment les 30 ans écoulés depuis la parution du premier album de Night Ranger.
Les onzième et douzième albums du groupe sont lancés en 2014 (High Road) et 2017 (Don't Let Up).  La tournée supportant l'album Don't Let Up est présentée comme la célébration du 35e anniversaire de Night Ranger. Le batteur Kelly Keagy doit s'absenter temporairement, pour des raisons de santé, lors de cette tournée ; il est remplacé entre autres par l'ancien batteur de Journey, Deen Castronovo. Cet événement Blades à interpréter toutes les chansons du groupe, alors qu'elles sont normalement partagées entre Keagy et lui.
Au fil des ans, deux membres fondateurs (Jeff Watson et Alan Fitzgerald) sont remplacés, mais Jack Blades, Kelly Keagy et Brad Gillis sont toujours de la partie, ce qui fait du groupe l'un des plus durables du monde de la musique rock.

## Membres

### Membres actuels
- Jack Blades – basse, chœurs, guitare rythmique, guitare acoustique, chant(1979–1989, depuis 1996)
- Brad Gillis – guitare rythmique, guitare solo, chœurs (depuis 1979)
- Kelly Keagy – batterie, percussions, chant, chœurs (depuis 1979)
- Eric Levy – claviers, piano, chœurs (depuis 2011)
- Keri Kelli – guitare rythmique, solo, chœurs (depuis 2014 ; 2012-2013 remplaçant de Hoekstra)

### Membres de tournée
- Jesse Bradman – claviers, piano, chœurs (1988–1989, replacement pour Fitzgerald), claviers sur Man in Motion (1988), chœurs sur Neverland (1997)
- David Zaijcek (Zajicek) – guitare rythmique, claviers, chœurs (1993–1996, membre additionnel), guitare rythmique sur Feeding off the Mojo (1995)
- Reb Beach – guitare rythmique, chœurs (2007–2008 ; replacement de Watson)
- Deen Castronovo – batterie, percussions, chœurs, chant (2011, 2017 ; tournée et remplaçant de Keagy)[7]
- Brandon Ethridge – claviers, piano, chœurs (2012 ; remplaçant de Levy)
- Fred Coury – batterie, percussions, chant, chœurs (2017 ; remplaçant de Keagy)[7]

### Anciens membres
- Alan Fitzgerald – claviers, piano, synthétiseur, chœurs (1980–1988, 1996–2003)
- Jeff Watson – guitare rythmique, guitare solo, chœurs, claviers (1980–1989, 1991, 1996–2007)
- Gary Moon – basse, chant, chœurs (1989, 1991–1996)
- Michael Lardie – claviers, piano, chœurs (2003–2007)
- Christian Matthew Cullen – claviers, piano, chœurs (2007–2011)
- Joel Hoekstra – guitare rythmique, guitare solo, chœurs (2008–2014)

### Membres de session
- Mike Beard – effets sonores sur Dawn Patrol (1982
- Glenn Hughes – chœurs sur (You Can Still) Rock in America de Midnight Madness (1983)

## Discographie

### Albums studio
- 1982 : Dawn Patrol
- 1983 : Midnight Madness
- 1985 : 7 Wishes
- 1987 : Big Life
- 1988 : Man in Motion
- 1995 : Feeding Off the Mojo
- 1997 : Neverland
- 1998 : Seven
- 2005 : Hits: Acoustic and Rarities
- 2007 : Hole in the Sun
- 2011 : Somewhere in California
- 2014 : High Road
- 2017 : Don't Let Up

### Albums live
- 1990 : Live in Japan
- 1998 : Rock in Japan: Greatest Hits Live
- 2007 : Extended Versions
- 2008 : Rockin' Shibuya 2007
- 2012 : 24 Strings and a Drummer - Live and Acoustic
- 2016 : 35 Years and a Night in Chicago